# Incisalia helenae
Incisalia helenae är en fjärilsart som beskrevs av Dos Passos 1943. Incisalia helenae ingår i släktet Incisalia och familjen juvelvingar. Inga underarter finns listade i Catalogue of Life.